# Japan op de Olympische Zomerspelen 1936

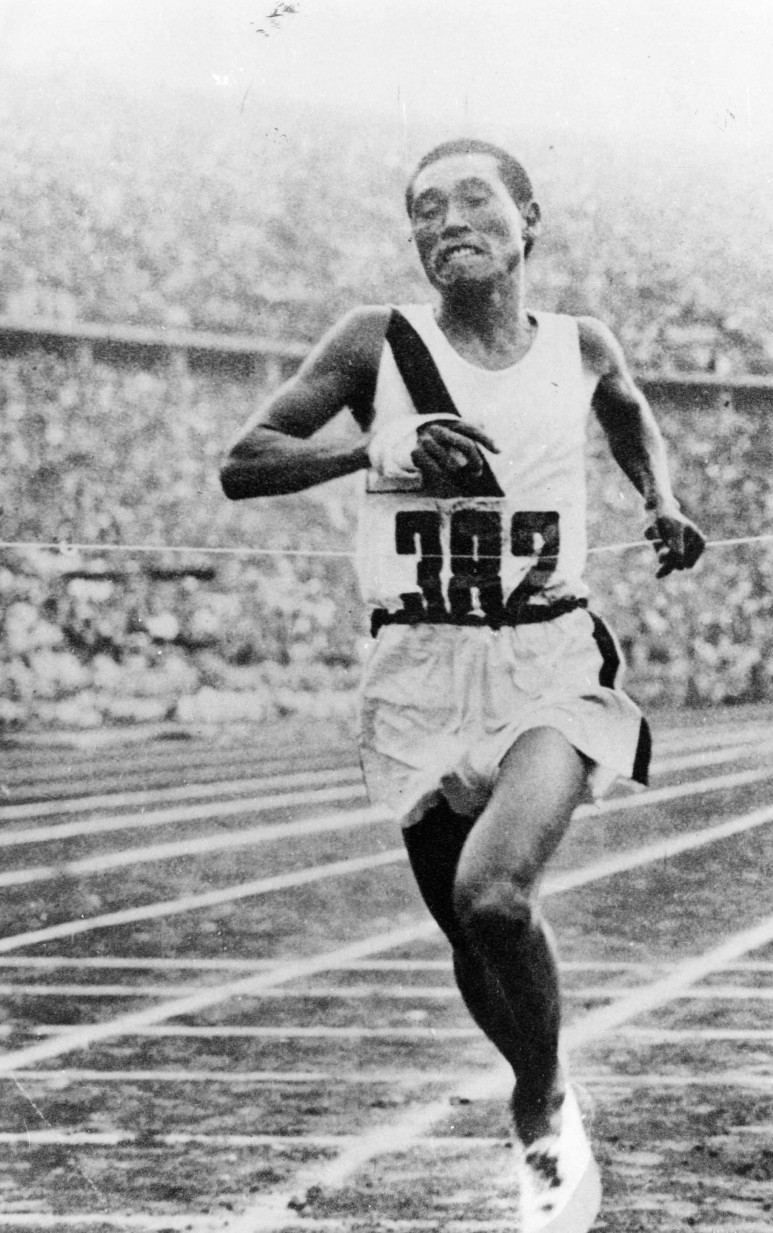
De Koreaan Sohn Kee-chung, die gedwongen werd om voor Japan uit te komen, finisht op de olympische marathon als eerste

Japan nam deel aan de Olympische Zomerspelen 1936 in Berlijn, Duitsland. Er werden evenveel medailles gewonnen als vier jaar eerder in Los Angeles.

## Medailleoverzicht
| Sport    | Olympiër                                                  | Onderdeel                | Medaille |
| -------- | --------------------------------------------------------- | ------------------------ | -------- |
| Atletiek | Sohn Kee-chung                                            | marathon (m)             | Goud     |
| Atletiek | Naoto Tajima                                              | hink-stap-springen (m)   | Goud     |
| Zwemmen  | Noboru Terada                                             | 1500m vrije slag (m)     | Goud     |
| Zwemmen  | Tetsuo Hamuro                                             | 200m schoolslag (m)      | Goud     |
| Zwemmen  | Shigeo Arai Shigeo Sugiura Masaharu Taguchi Masanori Yusa | 4x200m vrije slag (m)    | Goud     |
| Zwemmen  | Hideko Maehata                                            | 200m schoolslag (v)      | Goud     |
| Atletiek | Masao Harada                                              | hink-stap-springen (m)   | Zilver   |
| Atletiek | Shuhei Nishida                                            | polsstokhoogspringen (m) | Zilver   |
| Zwemmen  | Masanori Yusa                                             | 100m vrije slag (m)      | Zilver   |
| Zwemmen  | Shumpei Uto                                               | 400m vrije slag (m)      | Zilver   |
| Atletiek | Nam Sung-yong                                             | marathon (m)             | Brons    |
| Atletiek | Naoto Tajima                                              | verspringen (m)          | Brons    |
| Atletiek | Sueo Oe                                                   | polsstokhoogspringen (m) | Brons    |
| Zwemmen  | Shigeo Arai                                               | 100m vrije slag (m)      | Brons    |
| Zwemmen  | Shozo Makino                                              | 400m vrije slag (m)      | Brons    |
| Zwemmen  | Shumpei Uto                                               | 1500m vrije slag (m)     | Brons    |
| Zwemmen  | Masaji Kiyokawa                                           | 100m rugslag (v)         | Brons    |
| Zwemmen  | Reizo Koike                                               | 200m schoolslag (v)      | Brons    |

## Deelnemers en resultaten

### Atletiek
| Olympiër                                                      | Onderdeel                | Resultaat    | Prestatie                                        |
| ------------------------------------------------------------- | ------------------------ | ------------ | ------------------------------------------------ |
| Kichizo Sasaki                                                | 100m (m)                 | kwartfinale  | serie 12: 2de in 11,0 kwartfinale 3: 6de         |
| Monta Suzuki                                                  | 100m (m)                 | kwartfinale  | serie 4: 2de in 10,7 kwartfinale 4: 4de in 10,8  |
| Takayoshi Yoshioka                                            | 100m (m)                 | kwartfinale  | serie 1: 2de in 10,8 kwartfinale 2: 4de in 10,8  |
| Mutsuo Taniguchi                                              | 200m (m)                 | kwartfinale  | serie 1: 3de in 22,2 kwartfinale 2: 5de          |
| Masao Yazawa                                                  | 200m (m)                 | series       | serie 2: 4de in 22,4                             |
| Toyoyi Aihara                                                 | 400m (m)                 | 31e          | serie 7: 4de in 50,2                             |
| Keiji Imai                                                    | 400m (m)                 | 39e          | serie 5: 5de in 51,0                             |
| Hiroyoshi Kubota                                              | 400m (m)                 | 37e          | serie 4: 6de in 50,8                             |
| Kumao Aochi                                                   | 800m (m)                 | 27e          | serie 6: 6de in 1.56,8                           |
| Toshinao Tomie                                                | 800m (m)                 | 34e          | serie 3: 6de in 1.59,9                           |
| Kumao Aochi                                                   | 1500m (m)                | DNS          | serie 1: niet gestart                            |
| Toshinao Tomie                                                | 1500m (m)                | series       | serie 2: 6de in 4.04,8                           |
| Kohei Murakoso                                                | 5000m (m)                | 4e           | serie 3: 2de in 14.56,6 finale: 4de in 14.30,0   |
| Hideo Tanaka                                                  | 5000m (m)                | series       | serie 2: 11de                                    |
| Kohei Murakoso                                                | 10000m (m)               | 4e           | 30.25,0                                          |
| Fusashige Suzuki                                              | 10000m (m)               | onbekend     |                                                  |
| Yasuharu Furuta                                               | 110m horden (m)          | series       | serie 1: 6de                                     |
| Tadashi Murakami                                              | 110m horden (m)          | 8e           | serie 3: 2de in 15,3 halve finale 1: 5de in 15,1 |
| Hiroyoshi Kubota                                              | 110m horden (m)          | series       | serie 5: 5de                                     |
| Tokio Fukuda                                                  | 400m horden (m)          | 28e          | serie 1: 4de in 56,8                             |
| Masao Ichihara                                                | 400m horden (m)          | 16e          | serie 3: 4de in 54,7                             |
| Tetsuo Imai                                                   | 3000m steeplechase (m)   | series       | serie 2: 9de                                     |
| Hideo Tanaka                                                  | 3000m steeplechase (m)   | series       | serie 3: 6de in 10.00,4                          |
| Takayoshi Yoshioka Monta Suzuki Mutsuo Taniguchi Masao Yazawa | 4x100m (m)               | DSQ          | serie 1: gediskwalificeerd                       |
| Toyoyi Aihara Masao Ichihara Seiken Cho Hiroyoshi Kubota      | 4x400m (m)               | 11e          | serie 1: 4de in 3.18,4                           |
| Shōryū Nan                                                    | marathon (m)             | Brons        | 2:31.42                                          |
| Tamao Shiwaku                                                 | marathon (m)             | DNF          | niet gefinisht                                   |
| Kitei Son                                                     | marathon (m)             | Goud         | 2:29.19,2                                        |
| Ryoji Naraoka                                                 | 50km snelwandelen (m)    | 19e          | 5:07.15                                          |
| Masao Harada                                                  | verspringen (m)          | kwalificatie |                                                  |
| Naoto Tajima                                                  | verspringen (m)          | Brons        | 7,74m                                            |
| Kenshi Togami                                                 | verspringen (m)          | 16e          | 6,18m                                            |
| Masao Harada                                                  | hink-stap-springen (m)   | Zilver       | 15,66m                                           |
| Kenkichi Oshima                                               | hink-stap-springen (m)   | 6e           | 15,07m                                           |
| Naoto Tajima                                                  | hink-stap-springen (m)   | Goud         | 16,00m (WR)                                      |
| Yoshiro Asakuma                                               | hoogspringen (m)         | 6e           | 1,94m                                            |
| Hiroshi Tanaka                                                | hoogspringen (m)         | 6e           | 1,94m                                            |
| Kimio Yada                                                    | hoogspringen (m)         | 5e           | 1,97m                                            |
| Kiyoshi Adachi                                                | polsstokhoogspringen (m) | 6e           | 4,00m                                            |
| Shuhei Nishida                                                | polsstokhoogspringen (m) | Zilver       | 4,25m                                            |
| Sueo Ōe                                                       | polsstokhoogspringen (m) | Brons        | 4,25m                                            |
| Shizuo Takada                                                 | kogelstoten (m)          | 15-22e       |                                                  |
| Noboru Ueno                                                   | speerwerpen (m)          | 20e          | kwalificatie: 20ste met 55,0m                    |
| Isao Abe                                                      | kogelslingeren (m)       | 13e          | 49,01m                                           |
| Eiichiro Matsuno                                              | kogelslingeren (m)       | 18-27e       |                                                  |
|                                                               |                          |              |                                                  |
| Etsuko Komiya                                                 | 100m (v)                 | series       | serie 2: 4de in 13,1                             |
| Miyoko Mitsui                                                 | 80m horden (v)           | series       | serie 2: 4de                                     |
| Junko Nishida                                                 | hoogspringen (v)         | 14e          | 1,40m                                            |
| Fumi Kojima                                                   | discuswerpen (v)         | 15e          | 33,66m                                           |
| Hide Mineshima                                                | discuswerpen (v)         | 5e           | 37,35m                                           |
| Ko Nakamura                                                   | discuswerpen (v)         | 4e           | 38,24m                                           |
| Sadako Yamamoto                                               | speerwerpen (v)          | 5e           | 41,45m                                           |

### Basketbal
| Olympiër | Onderdeel | Resultaat | Prestatie                                                                                   |
| --- | --------- | --------- | ------------------------------------------------------------------------------------------- |
| Kenshichi Yokoyama Masayasu Maeda Chang Ri-Jin Satoshi Matsui Seikyu Ri Takao Nakae Takehiko Kanagoki Uichi Munakata | mannen    | 9e        | 1ste ronde: W van China: 35-19 2de ronde: W van Polen: 43-31 3de ronde: V van Mexico: 22-28 |

### Boksen
| Olympiër            | Onderdeel   | Resultaat | Prestatie                                                                                     |
| ------------------- | ----------- | --------- | --------------------------------------------------------------------------------------------- |
| Chiyoto Nakano      | -50,8kg (m) | 9e        | 1ste ronde: W van FIN Savolainen: punten 2de ronde: V van ARG Carlomagno: punten              |
| Shunpei Hashioka    | -53,5kg (m) | 5e        | 1ste ronde: vrij 2de ronde: W van SUI Kummer: punten kwartfinale: V van SWE Cederberg: punten |
| Sajiro Miyama       | -57,2kg (m) | 17e       | 1ste ronde: V van URU Arrieta: punten                                                         |
| Hidekichi Nagamatsu | -61,2kg (m) | 9e        | 1ste ronde: W van TCH Chytrý: gediskwalificeerd 2de ronde: V van EST Stepulov: punten         |
| Keikan Ri           | -66,7kg (m) | 17e       | 1ste ronde: V van FIN Suvio: punten                                                           |

### Hockey
| Olympiër | Onderdeel | Resultaat | Prestatie                                                                            |
| --- | --------- | --------- | ------------------------------------------------------------------------------------ |
| Noboru Tanaka Osamu Takechi Sadao Wakizaka Shunkichi Hamada Takehiko Yanagi Toshio Ohtsu Yoshio Sakai Michihiro Ito Daiji Kurauchi Takeo Ito Makoto Kikuchi | mannen    | 7e        | groep A: 2de W van Verenigde Staten: 5-1 W van Hongarije: 3-1 V van Brits-Indië: 0-9 |

| Groep A |                  |             |             |             |             |            |            |            |        |
| #       | Land             | Wedstrijden | Wedstrijden | Wedstrijden | Wedstrijden | Doelpunten | Doelpunten | Doelpunten | Punten |
| #       | Land             | G           | W           | G           | V           | V          | T          | Saldo      | Punten |
| 1       | Brits-Indië      | 3           | 3           | 0           | 0           | 20         | 0          | +20        | 6      |
| 2       | Japan            | 3           | 2           | 0           | 1           | 8          | 11         | -3         | 4      |
| 3       | Hongarije        | 3           | 1           | 0           | 2           | 4          | 8          | -4         | 2      |
| 4       | Verenigde Staten | 3           | 0           | 0           | 3           | 2          | 15         | -13        | 0      |

| Ronde      | Plaats      | Land | Score            | Land |
| ---------- | ----------- | ---- | ---------------- | ---- |
| Groepsfase |             |      |                  |      |
| Berlijn    | Japan       | 5-1  | Verenigde Staten |      |
| Berlijn    | Japan       | 3-1  | Hongarije        |      |
| Berlijn    | Brits-Indië | 9-0  | Japan            |      |

### Paardensport
| Olympiër                                         | Onderdeel   | Resultaat | Prestatie         |
| Eventing                                         | Eventing    | Eventing  | Eventing          |
| ------------------------------------------------ | ----------- | --------- | ----------------- |
| Manabu Iwahashi                                  | individueel | DNF       | niet gefinisht    |
| Asanosuke Matsui                                 | individueel | DNF       | niet gefinisht    |
| Takeichi Nishi                                   | individueel | 12e       | 177 strafpunten   |
| Manabu Iwahashi Asanosuke Matsui Takeichi Nishi  | team        | DNF       | niet gefinisht    |
| Springconcours                                   |             |           |                   |
| Hirotsugu Inanami                                | individueel | 35e       | 39 strafpunten    |
| Manabu Iwahashi                                  | individueel | 14e       | 15,25 strafpunten |
| Takeichi Nishi                                   | individueel | 20e       | 20,75 strafpunten |
| Hirotsugu Inanami Manabu Iwahashi Takeichi Nishi | team        | DNF       | niet gefinisht    |

### Roeien
| Olympiër | Onderdeel    | Resultaat | Prestatie                                           |
| --- | ------------ | --------- | --------------------------------------------------- |
| Tsutomu Mitsudome Osamu Abe Taro Teshima | twee-met (m) | 9e        | serie 2: 5de in 7.53,4 herkansingen:' 4de in 9.06,3 |
| Chikara Shirasaka Taichi Yamada Takashi Hatakeyama Yoichi Endo Taro Teshima                                                                   | vier-met (m) | 10e       | serie 1: 3de in 7.03,2 herkansingen:' 2de in 8.14,4 |
| Tadashi Negishi Masaru Kashiwahara Shusui Sekigawa Isamu Mita Osamu Kitamura Haruyoshi Nakagawa Takeo Hori Yoshiteru Suzuki Tadashi Shimijima | acht (m)     | 9e        | serie 1: 4de in 6.12,3 herkansingen:' 2de in 6.42,3 |

### Schoonspringen
| Olympiër         | Onderdeel     | Resultaat | Prestatie     |
| ---------------- | ------------- | --------- | ------------- |
| Tomio Koyanagi   | 3m plank (m)  | 8e        | 133,07 punten |
| Tsuneo Shibahara | 3m plank (m)  | 4e        | 144,92 punten |
| Tomio Koyanagi   | 10m toren (m) | 8e        | 94,54 punten  |
| Tsuneo Shibahara | 10m toren (m) | 6e        | 107,40 punten |
|                  |               |           |               |
| Fusako Kono      | 3m plank (v)  | 8e        | 70,27 punten  |
| Masayo Osawa     | 3m plank (v)  | 6e        | 73,94 punten  |
| Fusako Kono      | 10m toren (v) | 6e        | 30,24 punten  |
| Masayo Osawa     | 10m toren (v) | 14e       | 28,10 punten  |
| Reiko Osawa      | 10m toren (v) | 4e        | 32,53 punten  |

### Turnen
| Olympiër | Onderdeel                | Resultaat | Prestatie      |
| --- | ------------------------ | --------- | -------------- |
| Hikoroku Arimoto | individuele meerkamp (m) | 54e       | 96,432 punten  |
| Fujio Kakuta | individuele meerkamp (m) | 76e       | 91,299 punten  |
| Hiroshi Matsunobu | individuele meerkamp (m) | 79e       | 90,067 punten  |
| Yoshio Miyake | individuele meerkamp (m) | 60e       | 95,133 punten  |
| Hiroshi Nosaka | individuele meerkamp (m) | 68e       | 93,798 punten  |
| Dokan Sone | individuele meerkamp (m) | 73e       | 92,299 punten  |
| Yoshitaka Takeda | individuele meerkamp (m) | 43e       | 100,466 punten |
| Kiichiro Toyama | individuele meerkamp (m) | 72e       | 92,699 punten  |
| Hikoroku Arimoto Fujio Kakuta Hiroshi Matsunobu Yoshio Miyake Hiroshi Nosaka Dokan Sone Yoshitaka Takeda Kiichiro Toyama | meerkamp team (m)        | 9e        | 378,529 punten |

### Voetbal
| Olympiër | Onderdeel | Resultaat | Prestatie                                                    |
| --- | --------- | --------- | ------------------------------------------------------------ |
| Akira Matsunaga Koichi Oita Motoo Tatsuhara Rihei Sano Shogo Kamo Tadao Horie Taizo Kawamoto Takeshi Kamo Teizo Takeuchi Tokutaro Ukon Yasuo Suzuki Kim Yong-sik | mannen    | 5e        | 1ste ronde: W van Zweden: 3-2 kwartfinale: V van Italië: 0-8 |

### Waterpolo
| Olympiër | Onderdeel | Resultaat | Prestatie                                                                            |
| --- | --------- | --------- | ------------------------------------------------------------------------------------ |
| Jihei Furusho Kosei Tano Shigetaka Katsuhisa Takimi Wakayama Yasutaro Sakagami Torajiro Kataoka Zenjiro Takahashi Koichi Wada | mannen    | 13e       | groep 3: 4de V van Duitsland: 1-13 V van Tsjecho-Slowakije: 3-4 V van Frankrijk: 0-8 |

| Groep 3 |                   |             |             |             |             |            |            |            |        |
| #       | Land              | Wedstrijden | Wedstrijden | Wedstrijden | Wedstrijden | Doelpunten | Doelpunten | Doelpunten | Punten |
| #       | Land              | G           | W           | G           | V           | V          | T          | Saldo      | Punten |
| 1       | Duitsland         | 3           | 3           | 0           | 0           | 27         | 3          | +24        | 6      |
| 2       | Frankrijk         | 3           | 2           | 0           | 1           | 12         | 10         | +2         | 4      |
| 3       | Tsjecho-Slowakije | 3           | 1           | 0           | 2           | 7          | 12         | -5         | 2      |
| 4       | Japan             | 3           | 0           | 0           | 3           | 4          | 25         | -21        | 0      |

| Ronde      | Plaats | Land | Score             | Land |
| ---------- | ------ | ---- | ----------------- | ---- |
| Groepsfase |        |      |                   |      |
| Berlijn    | Japan  | 1-13 | Duitsland         |      |
| Berlijn    | Japan  | 3-4  | Tsjecho-Slowakije |      |
| Berlijn    | Japan  | 0-8  | Japan             |      |

### Worstelen
| Olympiër          | Onderdeel   | Resultaat   | Prestatie |
| Vrije stijl       | Vrije stijl | Vrije stijl | Vrije stijl |
| ----------------- | ----------- | ----------- | --- |
| Kojiro Tamba      | -56kg (m)   | 11e         | 1ste ronde: V van GBR Cazaux: 0-3 2de ronde: V van TUR Çakiryildiz: 1-2                                               |
| Mitsuo Mizutani   | -61kg (m)   | 6e          | 1ste ronde: W van SUI Spycher: 3-0 2de ronde: vrij 3de ronde: V van CAN Pettigrew 4de ronde: V van SWE Frändfors: 0-3 |
| Eiichi Kazama     | -66kg (m)   | 5e          | 1ste ronde: W van TCH Brdek 2de ronde: W van EST Toots: 3-0 3de ronde: V van GER Ehrl 4de ronde: W van USA Strong     |
| Shoichi Masutomi  | -72kg (m)   | 14e         | 1ste ronde: V van GBR Fox 2de ronde: V van FRA Jourlin                                                                |
| Grieks-Romeins    |             |             | |
| Hideichi Yoshioka | -61kg (m)   | 10e         | 1ste ronde: vrij 2de ronde: V van SWE Karlsson: 0-3 3de ronde: V van TUR Erkan                                        |

### Zeilen
| Olympiër                     | Onderdeel          | Resultaat | Prestatie                         |
| ---------------------------- | ------------------ | --------- | --------------------------------- |
| Norio Fujimura               | eenmans Olympiajol | 22e       | 55 punten: (22-11-16-22-21-14-21) |
| Minoru Takarabe Takuo Mitsui | star klasse        | 11e       | 19 punten: (9-8-DNF-10-11-9-12)   |

### Zwemmen
| Olympiër                                                  | Onderdeel             | Resultaat | Prestatie                                                                          |
| --------------------------------------------------------- | --------------------- | --------- | ---------------------------------------------------------------------------------- |
| Shigeo Arai                                               | 100m vrije slag (m)   | Brons     | serie 4: 1ste in 57,7 halve finale 2: 2de in 57,9 finale: 3de in 58,0              |
| Masaharu Taguchi                                          | 100m vrije slag (m)   | 4e        | serie 5: 1ste in 57,5 (OR) halve finale 1: 1ste in 57,9 finale: 4de in 58,1        |
| Masanori Yusa                                             | 100m vrije slag (m)   | Zilver    | serie 2: 1ste in 57,8 halve finale 5: 1ste in 57,5 (OR) finale: 2de in 57,9        |
| Shozo Makino                                              | 400m vrije slag (m)   | Brons     | serie 3: 1ste in 4.51,3 halve finale 2: 1ste in 4.48,2 finale: 3de in 4.48,1       |
| Hiroshi Negami                                            | 400m vrije slag (m)   | 4e        | serie 1: 1ste in 4.52,6 halve finale 1: 3de in 4.55,4 finale: 5de in 4.53,6        |
| Shunpei Uto                                               | 400m vrije slag (m)   | Zilver    | serie 5: 1ste in 4.45,5 halve finale 1: 1ste in 4.48,4 finale: 2de in 4.45,6       |
| Sunao Ishiharada                                          | 1500m vrije slag (m)  | 4e        | serie 1: 1ste in 19.55,8 halve finale 2: 2de in 19.53,9 finale: 4de in 19.48,5     |
| Noboru Terada                                             | 1500m vrije slag (m)  | Goud      | serie 2: 1ste in 19.55,5 halve finale 1: 1ste in 19.48,6 finale: 1ste in 19.13,7   |
| Shunpei Uto                                               | 1500m vrije slag (m)  | Brons     | serie 3: 1ste in 19.48,3 halve finale 2: 3de in 19.55,6 finale: 3de in 19.34,5     |
| Masaji Kiyokawa                                           | 100m rugslag (m)      | Brons     | serie 1: 2de in 1.07,2 halve finale 2: 2de in 1.09,7 finale: 3de in 1.08,4         |
| Yasuhiko Kojima                                           | 100m rugslag (m)      | 6e        | serie 3: 1ste in 1.09,7 halve finale 2: 3de in 1.09,9 finale: 6de in 1.10,4        |
| Kiichi Yoshida                                            | 100m rugslag (m)      | 5e        | serie 5: 1ste in 1.10,0 halve finale 1: 4de in 1.09,5 finale: 5de in 1.09,7        |
| Tetsuo Hamuro                                             | 200m schoolslag (m)   | Goud      | serie 1: 1ste in 2.42,5 (OR) halve finale 2: 1ste in 2.43,4 finale: 1ste in 2.41,5 |
| Saburo Ito                                                | 200m schoolslag (m)   | 5e        | serie 2: 1ste in 2.45,8 halve finale 1: 3de in 2.45,5 finale: 5de in 2.47,6        |
| Reizo Koike                                               | 200m schoolslag (m)   | Brons     | serie 5: 1ste in 2.43,8 halve finale 1: 1ste in 2.44,5 finale: 3de in 2.44,2       |
| Shigeo Arai Shigeo Sugiura Masaharu Taguchi Masanori Yusa | 4x200m vrije slag (m) | Goud      | serie 3: 1ste in 8.56,1 finale: 1ste in 8.51,5 (WR)                                |
|                                                           |                       |           |                                                                                    |
| Tsuneko Furuta                                            | 100m vrije slag (v)   | 29e       | serie 2: 6de in 1.14,6                                                             |
| Kazue Kojima                                              | 100m vrije slag (v)   | 12e       | serie 4: 2de in 1.11,0 halve finale 1: 7de in 1.11,1                               |
| Rei Takemura                                              | 100m vrije slag (v)   | 29e       | serie 1: 7de in 1.14,6                                                             |
| Kazue Kojima                                              | 400m vrije slag (v)   | 6e        | serie 5: 3de in 5.50,4 halve finale 2: 3de in 5.43,5 finale: 6de in 5.43,1         |
| Hatsuko Morioka                                           | 400m vrije slag (v)   | 11e       | serie 3: 4de in 5.51,0 halve finale 1: 6de in 5.49,1                               |
| Hideko Maehata                                            | 200m schoolslag (v)   | Goud      | serie 3: 1ste in 3.01,9 (OR) halve finale 1: 1ste in 3.03,1 finale: 1ste in 3.03,6 |
| Unoko Tsuboi                                              | 200m schoolslag (v)   | 13e       | serie 2: 3de in 3.15,0 halve finale 2: 6de in 3.18,4                               |
| Tsuneko Furuta Kazue Kojima Hatsuko Morioka Rei Takemura  | 4x200m vrije slag (v) | 8e        | serie 2: 4de in 4.58,1 (NR)                                                        |

Afghanistan · Argentinië · Australië · België · Bermuda · Bolivia · Brazilië · Brits-Indië · Bulgarije · Canada · Chili · Colombia · Costa Rica · Denemarken · Duitsland · Egypte · Estland · Filipijnen · Finland · Frankrijk · Griekenland · Groot-Brittannië · Hongarije · IJsland · Italië · Japan · Joegoslavië · Letland · Liechtenstein · Luxemburg · Malta · Mexico · Monaco · Nederland · Nieuw-Zeeland · Noorwegen · Oostenrijk · Peru · Polen · Portugal · Republiek China · Roemenië · Tsjecho-Slowakije · Turkije · Uruguay · Verenigde Staten · Zuid-Afrika · Zweden · Zwitserland